# سيمون هوك
سيمون هوك (22 سبتمبر 1979 في المملكة المتحدة - ) (بالإنجليزية: Simon Hawk)‏ هو لاعب كريكت بريطاني. لعب مع Durham University Centre of Cricketing Excellence ‏.

## وصلات خارجية
- سيمون هوك على موقع إي آس بي آن كريك إنفو (الإنجليزية)